# William Perry
William James Perry (sinh ngày 11 tháng 10 năm 1927) là một nhà toán học, kỹ sư và doanh nhân người Mỹ, là Bộ trưởng Quốc phòng Hoa Kỳ từ ngày 3 tháng 2 năm 1994 đến ngày 23 tháng 1 năm 1997, dưới thời Tổng thống Bill Clinton. Ông cũng từng là Thứ trưởng Bộ Quốc phòng (1993 Vang1994) [ và Dưới quyền Bộ trưởng Quốc phòng về Nghiên cứu và Kỹ thuật (1977-1981).
Perry là Giáo sư Michael và Barbara Berberian (danh dự) tại Đại học Stanford, với một cuộc hẹn chung tại Viện Nghiên cứu Quốc tế Freeman Spogli và Trường Kỹ thuật. H Ông cũng là một thành viên cao cấp tại Viện Hoover của Đại học Stanford. Ông phục vụ như là giám đốc của Dự án phòng thủ dự phòng. Ông là một chuyên gia về chính sách đối ngoại, an ninh quốc gia và kiểm soát vũ khí của Hoa Kỳ. Năm 2013, ông thành lập Dự án William J. Perry, một nỗ lực phi lợi nhuận nhằm giáo dục công chúng về sự nguy hiểm hiện tại của vũ khí hạt nhân.